# Albert Pommer
Albert Pommer (* 16. Februar 1886 in Hildesheim, Deutsches Reich; † 1946) war ein deutscher Filmproduzent und Produktionsleiter.

## Leben und Wirken
Albert Pommer, Sohn des jüdischen Wäschehändlers Gustav Pommer und dessen Ehefrau Anna geb. Jacobson, verbrachte seine ersten zehn Lebensjahre in seiner Geburtsstadt Hildesheim, ehe er 1896 mit seinen Eltern und seinem drei Jahre jüngeren Bruder, dem nachmaligen Filmproduzenten Erich Pommer, nach Göttingen umzog, wo der Vater die Göttinger Conservenfabrik übernahm. Seit 1905 in Berlin ansässig, gründete Erich Pommer im Februar 1915 Fritz Holz die Decla-Film-Gesellschaft Holz & Co. OHG, wo Bruder Albert fortan als Geschäftsführer Karriere machte und sich auch mit der Filmherstellung beschäftigte. 
Als Erich Pommers Decla im Juli 1920 mit der Uco-Film ein weiteres Unternehmen gründete, wurde Bruder Albert, mittlerweile auch stellvertretender Direktor und Prokurist der Decla, zusammen mit dem Chefredakteur Karl Singer zum Leiter dieser neuen Produktionsstätte bestellt. Diese Decla-Tochter konzentrierte sich auf die Umsetzung von Fortsetzungsromanen der Berliner Illustrirten des Ullstein-Verlags, darunter Friedrich Wilhelm Murnaus Schloß Vogelöd und Langs zweiteiligem Unterwelts- und Verbrecherdrama Dr. Mabuse, der Spieler. Noch ehe die Decla im November 1921 mit der UFA fusionierte, beschloss Albert Pommer eigene Wege zu gehen und gründete im September desselben Jahres mit der Dea-Film seine eigene kleine Produktionsgesellschaft, deren Output vom Terra-Filmverleih herausgebracht wurde.
Vor allem Gerhard Lamprechts ambitionierte Buddenbrooks-Verfilmung brachte auch ihrem Hersteller Albert Pommer viel Lob ein. Nach nur drei Jahren musste die Dea ihre Filmherstellung 1924 einstellen, und Pommer schloss sich 1925 der neugegründeten Sokal-Film Henry Sokals an, deren Geschäftsführer er wurde. Noch im Herbst 1925 stellte diese kleine Firma ihren Erstling Die Zwei und die Dame unter der Regie des Schauspielers Alwin Neuss her. Nach einer weiteren Inszenierung, die von der Kulturfilm-AG 1927 herausgebracht wurde und Pommer zum Produktionsleiter hatte, konnte dieser keinen eigenen Film mehr herstellen. Eine von Arzén von Cserépy geplante ungarische „Attila“-Verfilmung (1929) kam offensichtlich nicht mehr zustande.
Zuletzt hörte man etwas von Albert Pommer, als dieser eine Klage gegen den Schauspieler-Regisseur Alfred Abel aufgrund unterlassener Zahlung eines Geldbetrags in Höhe von 2500 Reichsmark einreichte und mit dieser Forderung im August 1930 vor Gericht scheiterte. Albert Pommer starb gut anderthalb Jahrzehnte später 60-jährig, von der Filmbranche komplett vergessen.

## Filmografie
- 1915: Ein unbeschriebenes Blatt
- 1921: Satansketten
- 1921: Pariserinnen
- 1922: Lebenshunger
- 1922: Der Ruf des Schicksals
- 1923: Die Kette klirrt
- 1923: Die Buddenbrooks
- 1923: Das malerische Lübeck (Dokumentarkurzfilm)
- 1924: Die Andere
- 1925: Die Zwei und die Dame
- 1927: Zwei unterm Himmelszelt